# Földes László (Hobo)
Földes László, művésznevén Hobo (Újpest, 1945. február 13. –) Kossuth-díjas magyar bluesénekes, dalszerző, előadóművész és a Hobo Blues Band alapítója és énekese.

## Életpályája

### Családja
Édesapja, Földes László 1944-ben partizánparancsnok, 1945 után kommunista politikus, belügyminiszter-helyettes, országgyűlési képviselő volt. Két testvére van; József (1949) autószerelő és György (1952) volt MSZP-s politikus, a Politikatörténeti Intézet főigazgatója. 1936-ban elhagyta a szülői házát, később végleg megszakította apjával a kapcsolatot. 

## Magánélete
Második felesége Igó Éva színésznő volt. Harmadik felesége Eigner Márta Borbála, két lányuk van: Borbála és Angéla.

### Tanulmányai
A Városmajor utcai iskolában végezte az általános iskolát. Ebben az időben aktívan a kosárlabdázásnak kötelezte el magát és úgy tűnt, ebben a sportágban sportoló lesz, hiszen olyan csapatokban is játszott, mint a Dózsa vagy a BEAC.
A középiskolát a Petrik Lajos Vegyipari Szakközépiskolában kezdte, de a veszprémi Vegyipari Technikumban érettségizett, 1963-ban. Még ez év szeptemberében vegyésztechnikusként kezdett el dolgozni az Egyesült Izzóban. 1964. szeptember 1-jén behívták Mezőtúrra sorkatonának.
Felsőfokú tanulmányait 1965-ben kezdte meg az ELTE Bölcsészkarán, magyar–történelem szakon, majd 1966-ban Máriássy Félix felajánlotta neki, hogy ha megtanul valamilyen verset, felveteti a Színház- és Filmművészeti Főiskolára. Bálint András szintén buzdította arra, hogy színész legyen, de Hobo – bár játszott néhány darabban – nem élt a lehetőséggel, mivel nem akart színész lenni. A diplomát 1983-ban szerezte meg.

### Kezdeti lépései előadóművészként
1968-ban írta meg első dalszövegét „Lakájdal” címen. Ez a dal az Eötvös Klubban működő Omega zenekart, valamint annak közönségét ócsároló Népszabadságos cikk ellen szól. Doleviczényi Miklós protest-énekessel (később Kex) elő is adták, és emiatt bezárták a klubot. Balázs-Piri Krisztina klubvezető és Szalkai Sándor filmrendező feljelentése miatt az V. kerületi rendőrségen, az ELTE-n és annak Eötvös Kollégiumában eljárás indult Hobo ellen, ezért elhagyta az egyetemet. Szerepelt Szomjas György Tündérszép lány című filmjében, valamint feltűnt Kovács András Extázis 7-től 10-ig című filmjében is. Baksa-Soós János rajza és ötlete alapján elkészítette a Kex együttes első dalának szövegét „Csillagok, ne ragyogjatok” címen. Elkezdett az Olympia zenekarnak is szövegeket írni és velük együtt szerepelt Szőnyi G. Sándor Súlyfürdő című tévéfilmjében is. A dalszöveget ekkor rögzítették „Senki sem tudja mi a jó” címmel. Később néhány hónapon át fellépett a Kex műsoraiban, amiken a The Rolling Stones „I'm all right és a The spider and the fly” dalait énekelte angolul.

### Pályafutása
Már 1969-ben megpróbálkozott együttes létrehozásával. A Lepkék, virágok néven alakult zenekar azonban rövid életűnek bizonyult, mindössze négy fellépés erejéig működtek együtt. Két év múlva bohóctársulatot alapított, amely a Rum pum pumm nevet viselte, valamint – ettől függetlenül – megjelent első novellája az Élet és Irodalom-ban „Az út” címen.
Még 1968-ban kapott szerepet Magyar Dezső és Bódy Gábor Agitátorok című (akkor betiltott) filmjében.
1972-ben Orszáczky Miklós kérésére nekikezdett „Az ördög álarcosbálja” című, Ausztráliában megjelent Syrius album dalainak lefordításának. 1972-ben fellépett a Syrius-szal az Egyetemi Színpadon, ahol filmbejátszásokkal adta elő saját versét, „Üdv márciusnak” cím alatt. A március 15-i, a Batthyány-örökmécsesnél tartott illegális tüntetéssel kapcsolatban néhány nappal később letartóztatták, és a Gyorskocsi utcai börtönbe vitték. Eljárás indult ellene, ezért négy éven át nem kaphatott útlevelet. 1976 júniusában kétszer is megnézte a The Rolling Stones koncertjét Zágrábban, majd egy évvel rá következett az első magyar nyelvű Rolling Stones-estje a Fővárosi Művelődési Házban (Hajas Tibor és Beke László happeningje nyitotta meg a műsort). Még két alkalommal fellépett ezzel az összeállítással, így ismerkedett meg Póka Egonnal, aki Gallai Péter, Závodi János, Köves Miklós, Bródy János, Brunner Győző, Molnár Tamás és Tolcsvay László társaságában segítette Hobót. Pálmai Zoltán közvetítésével felkérték a P. Mobil szövegírójának és három Stones-dalt is játszott velük magyarul (Tumbling Dice, Mannish Boy, Jumping Jack Flash).
A Magyar Hanglemezgyártó Vállalat 1974-től alkalmazta mint a komolyzenei klubok szervezőjét és instruktorát.

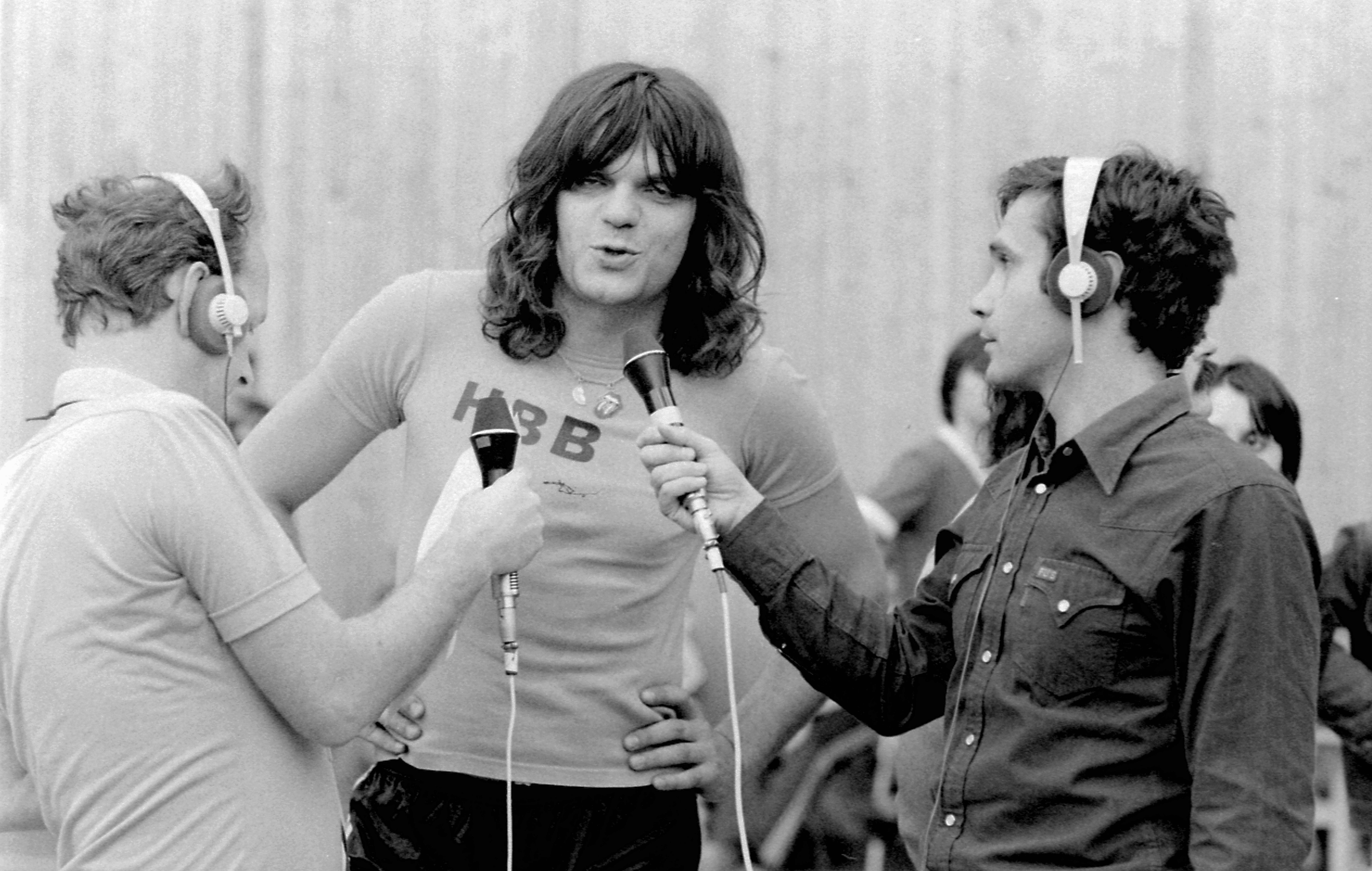
Novotny Zoltán és Gyárfás Tamás interjúja Földes Lászlóval 1980-ban

1978 áprilisában egy Lajos utcai kocsmában alakult meg a Hobo Blues Band. Ez Hobo elképzelése szerint egy hobbizenekar, amelynek akkori tagjai a következők voltak: Szakács László (dob), Gecse János (basszusgitár), Kőrös József (gitár), Földes László (ének). Nyáron sorra került az első Hobo Blues Band koncert a Lőrinci Ifjúsági Parkban, majd novemberben csatlakozott az együtteshez Póka Egon, akinek inspirációja alapján lépett az együttes a profi vonalba. Tagcsere folyamán csatlakozott: Döme Dezső (dob), Szénich János (gitár), Kőrös József (gitár). Egy évvel a megalakulás után, 1979-ben csatlakozott az addigi állandó vendég, Deák Bill Gyula is. Két évre rá az együttes egy klubot nyitott az FMH-ban, majd megjelent az első és egyetlen kislemezük. Ebben az évben kezdték forgatni a Kopaszkutya című, Szomjas György által rendezett filmet amelyben Földes az egyik főszereplőt alakítja. Közben megjelent az első albumuk is, Középeurópai Hobo Blues címen.

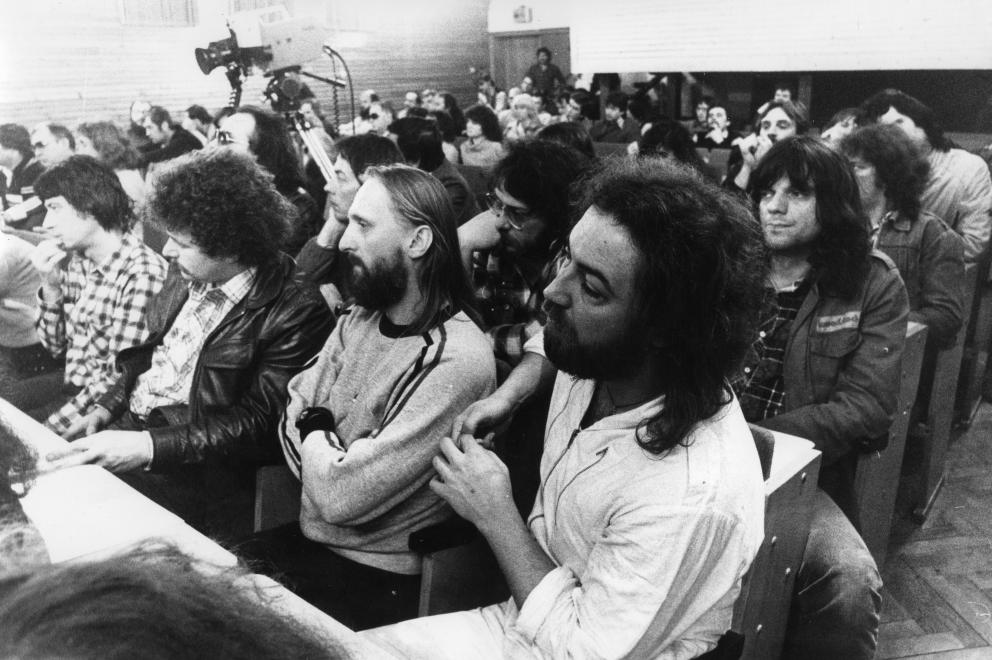
A korabeli zenészek központi szervezésű találkozója az állami vezetőkkel Tatán, 1981-ben. Bródy János, Várkonyi Mátyás, Benkő László, Molnár György, mögöttük Frenreisz Károly, Sztevanovity Zorán, Presser Gábor, Hobo, bal oldalon, szemüvegben S. Nagy István, hátrébb, a kamera mögött a szélen Som Lajos (Az eseményről Almási Péter forgatott dokumentumfilmet.)

1981-ben betiltották a Kopaszkutya lemezt, de a filmet nem. Hobo főszerepet kapott a Miskolci Nemzeti Színház „… és te, szépségem, igen-igen, te … Cukorváros” című darabjában, amelynek rendezője Bányai Gábor volt. Egy évvel rá, 1982-ben a Szkéné Színházban Ascher Tamás rendezésében bemutatták Hobo első önálló estjét, amely az akkor üldözött és betiltott ellenzéki költő, Eörsi István írásait tartalmazta, Mártha István zenéjével. Szintén ebben az évben megjelent Rolling Stones könyve, majd a második Hobo Blues Band album, az Oly sokáig voltunk lenn. 1983-ban megszerezte diplomáját 1983-ban az együttes kiadta a Még élünk című lemezt, majd 1984-ben a Vadászat dupla lemez került a boltokba. 1986-ban a zenekar átköltözött a Lágymányosi Közösségi Házba és itt is klubot nyitott. Ősszel a Szkéné Színházban Hobo első monodrámáját adta elő, majd az Esztrád album jelent meg.
1987 nyarán Üvöltés címmel közös lemezt készített és koncertet adott Allen Ginsberg amerikai költővel, majd az album anyagát Fehér György rendezésében ősszel bemutatták a Lágymányosi Közösségi Házban. Két új album is készült: Vándor az úton (The Doors dupla emléklemez) és Üvöltés (Allen Ginsberg versei). 1988-ban a Magyar Televízió leadta a Hobo Blues Band „Másik Magyarország” című dalának videóklipjét, ami miatt kirúgták a zenekart a Hungaroton lemeztársaságtól, ám a lemez kiadását a klip visszhangja miatt nem tudták megakadályozni. Szeptember elején Sting, Tracy Chapman, Peter Gabriel, Bruce Springsteen és Youssou N'Dour társaságában a zenekar fellépett az „Emberi Jogokért” („Human Rights”) világturné budapesti állomásán. Ekkor kiadott albumok: Csavargók könyve és Tiltott gyümölcs. 1989: megjelent a „Hobo sapiens” kötet, a Hobo Blues Band első tíz évéhez kötődve. Új album Blues az esőben és új szólóalbum Kivándorlás jelent meg. Utóbbi Sebestyén Mártával közösen. Egy évvel rá a Tábortűz mellett című lemez jelent meg. 1991-ben „Légy ostoba” címmel a budapesti Katona József Színházban színre került Hobo első József Attila estje, Mártha István zenéjével, Jordán Tamás rendezésében, Antal Csaba díszletével. A következő album Kocsmaopera és szólóalbum Magyarország messzire van címmel (József Attila versei) ekkor jelent meg.

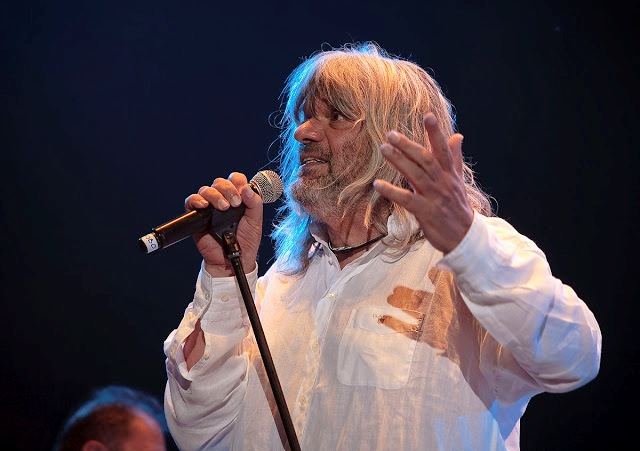
A Csík zenekar koncertjén (2012. augusztus 16.)

1992-ben a Merlin Színház bemutatta az „Amerikai imát”, melyben Jim Morrison versei és dalai Hobo fordításában hangzottak el, Szikora János rendezésében, Rajk László díszlete előtt. Új lemez: Férfibánat. 1993: új szólóalbum I Love You Budapest címen, majd bemutatta második monodrámáját a Radnóti Színházban, Mártha István és Valló Péter rendezésében, Rajk László díszleteivel. Új album: Kopaszkutya. 1994: Csintalan lányok, rossz fiúk lemez, majd az 1995-ben a Vissza a 66-os úton könyv és album jelent meg, amely Hobo amerikai tapasztalatait mutatja be. Új szólólemezek: Kenyerem java, Amerikai ima (Morrison versek és dalok I.). Ez utóbbi a Cartaphilus kiadásában kötetként is megjelent. 1996: a Vadaskert című dupla lemez, majd Hobo szólólemeze A hetedik címmel jelent meg. Utóbbi József Attila megzenésített verseit tartalmazza. Rá egy évvel A nemek háborúja készült el, aztán egy szólólemez Imák és mantrák címmel (Mózsi Ferenc versei). 1997-ben jelent meg a Kövek az útról című lemeze, amely a Rolling Stones dalait tartalmazza magyar szöveggel. Hobo az „Adj menedéket!” című dalban duettet énekelt Keresztes Ildikóval. Az Adjatok a kutyáknak húst című Vlagyimir Viszockij dalaiból készült darab 1998-ban került bemutatásra a Merlin Színházban (Tomsits Rudolffal és a harmonikás Martosi Zoltánnal). Adjatok a kutyáknak húst címmel, Viszockij-dalokat tartalmazó lemez is jelent meg. 1999-ben pedig „Csavargók tízparancsolata” címen újabb könyv, majd illusztrációkban bővelkedő CD. Az együttes „Hármasoltár” címmel koncertet adott a Kongresszusi Központban, József Attila, Vlagyimir Viszockij és Jim Morrison tiszteletére. Hobo leszerződött az Új Színházhoz és szerepelt a „Bolha a fülbe” vígjátékban, amelyet Georges Feydeau írt és amelyet Vidnyánszky Attila rendezett. Ekkor került bemutatásra Hobo második József Attila-estje, „Milyen jó lenne nem ütni vissza” címmel, Kiss Csaba rendezésében és Hárs Viktor zenéjével. Szólóalbum: Csavargók tízparancsolata.
2000-ben a Gyöngy a sárban című album jelent meg, majd rá egy évvel még egy, Blues Jim Morrisonnak (Morrison versek és dalok II.). Hobo munkáinak gyűjteményes kiadása „Hobo blues” címen, Fodor Lajos szerkesztésében, a Cartaphilus kiadónál jelent meg könyv formájában. Májusban Beregszászon a Beregszászi Illyés Gyula Magyar Nemzeti Színház és a HBB bemutatta a Vadászat színpadi változatát. Rendezte Vidnyánszky Attila, közreműködött Tomsits Rudolf. Szólóalbum: Bakaballada a Ghymes együttes közreműködésével. 2003-ban„ Az akasztottak balladája” című előadás bemutatása történt meg az Új Színházban, Vidnyánszky Attila rendezésében, Nagy Szabolcs és Hárs Viktor zenéjével. Az előadáson François Villon versei voltak hallhatóak megzenésítve. A következő album a Hajtók dala. 2004-ben újabb előadást mutatott be az Új Színház falai között, Faludy György verseiből, a „Ballada a senki fiáról” címmel. Nagy Szabolcs és Hárs Viktor zenéjével. Ennek a rendezője is Vidnyánszky Attila volt, a díszlet-tervező pedig Csolti Klára. Kapcsolódó szólóalbum: Ballada a senki fiáról (Faludy versek). HBB album Idegen tollak.
2005. január 5.: „Tudod, hogy nincs bocsánat” címmel József Attila születésének 100. évfordulójára készült új műsor premierjét mutatták be. Vidnyánszky Attila rendezte, Csolti Klára tervezte a díszletet. Az első év során hét országban 147 alkalommal játszotta ezt az előadást, ez a szám azóta 301-re emelkedett, a nézőszám pedig meghaladta a 70 000-et. A HBB aranyalbumot a Magneoton-Warner a zenekar tudta és a beleegyezése nélkül, még tiszteletpéldányt sem küldve adta ki, a náluk készült két album anyagából. 

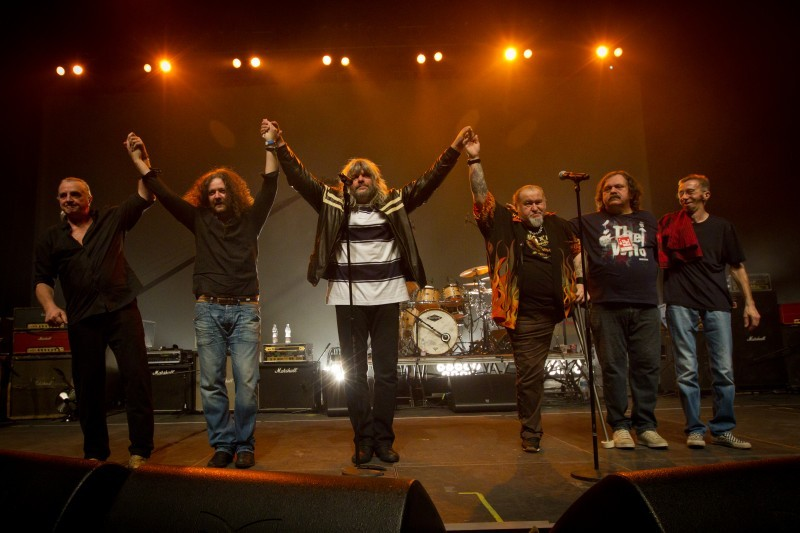
A zene marad című búcsúkoncerten

 2006. június végén rögzítették a József Attila, François Villon, Faludy György, Jim Morrison és Vlagyimir Viszockij esteket DVD-re. Augusztus 1-je óta Hobo a debreceni Csokonai Színház tagja. Szerepel a Liberté című, 1956-os filmben, mely egyben Vidnyánszky Attila első filmje is. Szólóalbum: Tudod, hogy nincs bocsánat. 2007-ben új HBB új album, Senkifalva címen.
2008. október 2-án a Hobo Blues Band akkori felállását megszüntette.
2009-ben a HBB egyetlen koncertet adott a Pannónia Fesztiválon, volt zenekari tagokkal. Hobo újabb szólólemezt készített, a Circus Hungaricust, amelyet a szakma és a közönség is elismeréssel fogadott. A lemezen közreműködő zenészekkel Hobo és Bandája néven turnézik. Az album alapján azonos címmel színdarab is készült. 2010-ben Fonogram Életműdíjat kapott.
2011-ben hatvanhatodik születésnapja előtt dupla (plusz előtte egy határon túli) búcsúkoncertet adott a Hobo Blues Banddel.
2012. augusztus 6-án a Csík zenekar vendégeként fellépett a huszadik, jubileumi Sziget Fesztivál mínusz egyedik napján.
2013-tól a Nemzeti Színház tagja.

## Munkássága

### Albumok[20]
| Kiadás éve | Album címe                            | Megjegyzés                                                                     |
| ---------- | ------------------------------------- | ------------------------------------------------------------------------------ |
| 1987       | Üvöltés                               | Allen Ginsberg költővel                                                        |
| 1989       | Kivándorlás                           | Sebestyén Mártával és Cserepes Károllyal                                       |
| 1991       | Magyarország messzire van             | József Attila versei                                                           |
| 1993       | I Love You Budapest                   |                                                                                |
| 1995       | Kenyerem java                         |                                                                                |
| 1996       | Amerikai ima                          |                                                                                |
| 1996       | Imák és mantrák                       | Mózsi Ferenc versei                                                            |
| 1997       | Kövek az útról                        | Rolling Stones dalok magyar szöveggel                                          |
| 1998       | A hetedik                             | József Attila versei                                                           |
| 1998       | A dublini úton                        | M.É.Z. együttes közreműködésével                                               |
| 1999       | Adjatok a kutyáknak húst              | Viszockij-dalok                                                                |
| 1999       | Csavargók tízparancsolata             |                                                                                |
| 2001       | Blues Jim Morrisonnak                 | Jim Morrison-versek és dalok II.                                               |
| 2002       | Bakaballada                           | Ghymes együttes közreműködésével                                               |
| 2004       | Ballada a senki fiáról                | Faludy György versei                                                           |
| 2006       | Tudod, hogy nincs bocsánat            | József Attila versei                                                           |
| 2009       | Circus Hungaricus                     |                                                                                |
| 2010       | Látja Isten, hogy állok a napon       | Pilinszky János versei                                                         |
| 2012       | Farkashajsza                          | Vlagyimir Viszockij művei                                                      |
| 2014       | A föltámadás szomorúsága              | Ady Endre versei                                                               |
| 2014       | Requiem a Bluesért                    |                                                                                |
| 2018       | Lassú vonat – Bob Dylan-dalok         | Bob Dylan-dalok                                                                |
| 2018       | Hé, Magyar Joe!                       |                                                                                |
| 2022       | Térdig a szarban, fülig a szeretetben | Könyv mellékletként jelent meg, később önállóan is megvásárolható dupla album. |
| 2023       | Hobo Rádió                            |                                                                                |

### Filmszerepek[22]
| Kiadás éve | Film címe                                    | Műfaj                      | Közreműködő                                                           | Megjegyzés                                                             |
| ---------- | -------------------------------------------- | -------------------------- | --------------------------------------------------------------------- | ---------------------------------------------------------------------- |
| 1967       | Ezek a fiatalok                              | Zenés dokumentum-játékfilm | Rendező: Banovich Tamás                                               | statiszta (táncoló fiú)                                                |
| 1969       | Extázis 7-től 10-ig                          | Zenés dokumentum-játékfilm | Rendező Kovács András                                                 |                                                                        |
| 1969       | Súlyfürdő                                    | Televíziós játékfilm       | Rendező Szőnyi G. Sándor                                              | Trombitás szerepében                                                   |
| 1969       | Tündérszép lány                              | Zenés dokumentum-játékfilm | Rendező Szomjas György                                                |                                                                        |
| 1969       | Agitátorok                                   | Filmdráma                  | Rendező Magyar Dezső                                                  | Bőrkabátos szerepében                                                  |
| 1969       | Munkanapló                                   |                            | Rendező Szemes Marianne                                               | A filmet nem mutatták be, mert a felvett anyag eltűnt.                 |
| 1979       | Mi jut eszedbe az énekesnőről?               |                            | Író és rendező Müller Péter Sziámi                                    |                                                                        |
| 1981       | Kopaszkutya                                  | Zenés dokumentum-játékfilm | Rendező Szomjas György                                                | A Hobo Blues Band tagjai egy kitalált együttest alakítanak.            |
| 1983       | Könnyű testi sértés                          |                            | Rendező Szomjas György, író Szomjas György és Grunwalsky Ferenc       | Hobo képben nem jelenik meg és a szereplők listáján sem tüntették fel  |
| 1983       | Eszkimó asszony fázik                        | Filmdráma                  | Rendező Xantus János                                                  |                                                                        |
| 1984       | Forog a film – egy filmoperatőr feljegyzései |                            | Író és rendező Dömölky János                                          | Némafilmszínészt alakít Hobo                                           |
| 1985       | Boszorkányok pedig vannak                    | Vizsgafilm                 | Író és rendező Kécza András, zeneRichard Wagner                       |                                                                        |
| 1995       | Ég a város, ég a ház is                      |                            | Író és rendező Tóth Zsuzsa és Sándor Pál, zene Presser Gábor          | Szeressük egymást, gyerekek című Sándor-Makk-Jancsó produkció 1. része |
| 1995       | A szépség és a szörnyeteg                    |                            | Rendező Lengyel Zsolt, koreográfus Ladányi Andrea, zene Maurice Ravel | Fellegi Ádám Mesél a keringő című TV-produkciója keretében             |
| 2000       | Ikonosztáz                                   | Játékfilm                  | Rendező Székely Orsolya                                               |                                                                        |

### Színházi szerepek[23]
| Előadás éve | Előadás címe                        |
| ----------- | ----------------------------------- |
| 1981        | Színház, és te, Szépségem           |
| 1992        | Amerikai ima                        |
| 199?        | Lombardozzi                         |
| 2003        | Az akasztottak balladája            |
| 2007        | Csattanuga csucsu                   |
| 2007        | Szabadság, mit kezdjek veled?       |
| 2008–2010   | Vadászat-Debreceni Csokonai Színház |
| 2009–2010   | Circus Hungaricus                   |

### Könyvek[24]
| Kiadás éve | Könyv címe                | Kiadó                  | Megjegyzés                |
| ---------- | ------------------------- | ---------------------- | ------------------------- |
| 1982       | Rolling Stones könyv      | Zenemű kiadó           |                           |
| 1990       | Hobo Sapiens              | Hírlapkiadó            |                           |
| 1967–2001  | Hobo blues                |                        | Dalszövegek és fordítások |
| 2005       | Csavargók tízparancsolata | Cartaphilus Könyvkiadó |                           |
| 2008       | Vissza a 66-os úton       | Cartaphilus Könyvkiadó |                           |
| 2008       | Bolondvadászat            | Cartaphilus Könyvkiadó |                           |

## Kötetek, fordítások
- Rolling Stones könyv; Zeneműkiadó, Budapest, 1982
- Hobo Sapiens; Hírlapkiadó Vállalat, Budapest, 1990 (Zenit)
- Jim Morrison: Amerikai ima; vál., ford. Földes (Hobo) László; Orpheusz–Új Mandátum, Budapest, 1993
- Vissza a hatvanhatos úton; Kossuth, Budapest, 1995 + CD
- A zenének vége. Jim Morrison versei és dalszövegei Hobo (Földes László) fordításában; Cartafilus, Budapest, 1999
- Csavargók tízparancsolata; magánkiadás, Budapest, 1999
- Hobo blues. Földes László szövegei és fordításai, 1967–2001; tan. Fodor Lajos; Cartaphilus, Bp., 2001
- Hobo Sapiens; Cartaphilus, Bp., 2007 (Legendák élve vagy halva)
- Bolondvadászat; Cartaphilus, Bp., 2008
- Vissza a 66-os úton; Cartaphilus, Bp., 2008
- Hobo – Pilinszky. Verebes Ernő dalaival, Balla Demeter fotóival; Helikon, Bp., 2010 (Hangzó Helikon) + CD
- Hobo ludens, 1–2.; szerk. Szerémi László; H-Blues Kft., Bp., 2017
- Rejtő dekameron; ill. Korcsmáros Pál rajzai nyomán Garisa H. Zsolt; H-Blues Kft., Bp., 2020
- Hobo – Térdig a szarban, fülig a szeretetben H-Blues Kft., Bp., 2022
- Túlélő trallala; H-Blues Kft., Piliscsaba, 2024

## Díjak, kitüntetések
- 1991 – EMeRTon-díj
- 1995 – A Magyar Köztársasági Érdemrend kiskeresztje[25]
- 1996 – Déri János-díj[4]
- 2000 – Budapestért díj[26]
- 2003 – Don Quijote díj
- 2004 – A Magyar Köztársasági Érdemrend tisztikeresztje[27]
- 2010 – MAHASZ életműdíj
- 2010 – Artisjus-díj
- 2011 – Kossuth-díj
- 2011 – Piliscsaba díszpolgára[8]
- 2014 – Csepel díszpolgára[28]
- 2015 – Artisjus Életműdíj
- 2020 – Fonogram-díj – Az év hazai klasszikus pop-rock albuma
- 2024 – Petőfi Zenei Díj – Életműdíj[29]